# Sansón (futbolista)
Francisco Bao Rodríguez (Vigo, Pontevedra, España, 20 de abril de 1924-ib., 13 de febrero de 2012), conocido como Sansón, fue un futbolista español que jugaba como defensa.

## Trayectoria
Sansón jugó durante quince temporadas, entre 1939 y 1956, en las que militó en el R. C. Celta de Vigo, la Cultural y Deportiva Leonesa, el Real Gijón —equipo con el que consiguió un ascenso a Primera División en la campaña 1943-44—, el Real Oviedo y el Jerez C. D. Mantuvo durante más de 80 años el récord de ser el futbolista más joven en debutar en la Primera División, a la edad de quince años y 255 días en la temporada 1939-40, hasta que fue superado en 2020 por el futbolista mexicano-argentino Luka Romero, que debutó con el RCD Mallorca con quince años y 219 días.

## Clubes
| Club                         | País   | Año       |
| ---------------------------- | ------ | --------- |
| R. C. Celta de Vigo          | España | 1939-1941 |
| Cultural y Deportiva Leonesa | España | 1941-1943 |
| Real Gijón                   | España | 1943-1945 |
| Real Oviedo                  | España | 1945-1950 |
| R. C. Celta de Vigo          | España | 1950-1955 |
| Jerez C. D.                  | España | 1955-1956 |